# کوه تای
کوه تای (به چینی: 泰山) در شمال شهر تای آن (به انگلیسی: Tai'an) و در استان شاندونگ، چین قرار دارد، این کوه از اهمیت تاریخی و فرهنگی بسیاری برخوردار است.ارتفاع کوه تای ۱۵۴۵ متر (۵۰۶۹ فوت) است و در بین پنج کوه مقدس در چین مهم‌ترین آن‌ها به‌شمار می‌آید. کوه تای دست کم برای ۳،۰۰۰ سال محل عبادت بوده‌است.این کوه در سال ۱۹۸۷ به عنوان مکانی طبیعی و فرهنگی در میراث جهانی یونسکو ثبت گردید.

## پیونده به بیرون
- وب سایت